# Семчиново
Семчиново е село в Южна България. То се намира в община Септември, област Пазарджик.

## География
Селото се намира на 100 km от София, 4 km от Септември, 10 km от Белово, и на 20 km от Пазарджик. Разположено е в полите на Родопите.

## История
Най-ранните сведения за селото датират от късната есен на 1189 г. и се съдържат в четвъртото писмо на испанския рицар от Гренада в кралство Арагон – дон Алвизо дел Гренада, участвал в армията на венецианците, съюзници на Фридрих I Барбароса (1152 – 1190) в Третия кръстоносен поход от 1189 – 1190 г.
В писмото на дон Алвизо дел Гренада, адресирано до любимата му в Испания – донна Паула, той пише следното: „На връщане за града на Филипа (Пловдив), минахме през едни села, които наричат Добролонг и Яворово, дето водата е сладка и пресладка, но край тях лозя не видяхме, така както ги бяхме видели при Семчинград (село Семчиново), които дават вино черно и гъсто като смола, черно като виното в Гренада. От това вино пихме без мяра в паници, котли и делви...“ .
Писмата на испанския рицар дон Алвизо дел Гренада, минал през българските земи през 1189 г., се съхраняват в архива на италианския манастир „Санта Мария дел Соренто“ в Монтевидео, близо до Флоренция (в Италия). Там са открити и преведени от пловдивския католически монах-капуцин – отец Касиян Селимов, светското име на когото е Петър Селимов. Своите собственоръчни преводи той изпраща до редакцията на пловдивския вестник „Пловдив“ през 1936 г., който от своя страна ги публикува в целостта им дадена от отец Касиян, който по това време служи във въпросния манастир в Италия.

## Религии
Населението е източно православно.

## Културни и природни забележителности
Параклис в местността „Свети Илия“, параклис „Свети Георги“, параклис „Света Петка“, параклис „Свети Никола“ на 18 км от селото се намира живописната местност Милеви скали.

## Редовни събития
Празникът на селото е на 20 юли Илинден.

## Други
Футболният отбор на селото е носел имената „Милеви скали“ и „Звезда“, последно „Милеви скали“.